# Bagno Kusowo
Rezerwat przyrody „Bagno Kusowo” – rezerwat torfowiskowy utworzony 25 maja 2005, w województwie zachodniopomorskim, w powiecie szczecineckim, w gminie Szczecinek. Rezerwat położony w lesie, 12 km na północny zachód od Szczecinka, 1,5 km na wschód od Kusowa, między jeziorami Trzebiechowo na północy i Wielatowo na południu, 2,5-3,5 km na zachód od drogi krajowej nr 11. Akt powołujący omyłkowo podawał, że rezerwat zajmuje powierzchnię 318,82 ha, w 2006 skorygowano ją do 326,56 ha, zaś zarządzenie Regionalnego Dyrektora Ochrony Środowiska w Szczecinie z dnia 26 stycznia 2017 r. uściśliło ją do 326,72 ha.
Prawdopodobnie najlepiej zachowane duże kopułowe torfowisko typu bałtyckiego w Polsce, porośnięte mszarami torfowcowymi i borem bagiennym. Grubość pokładu torfu sięga tu 12 metrów. W północnej części rezerwatu znajduje się doskonale zachowana typowa kopuła torfowa, z bezleśną częścią centralną, pokryta mszarami z wełnianeczką darniową (Baeothryon caespitosum) i karłowatą formą sosny zwyczajnej (Pinus sylvestris). Rośnie tu między innymi rosiczka okrągłolistna (Drosera rotundifolia), modrzewnica zwyczajna (Andromeda polifolia), przygiełka biała (Rhynchospoda alba), bażyna czarna (Empetrum nigrum). Unikatem na polskich torfowiskach są wytwarzające się miejscami na kopule płytkie, torfowe sadzawki, ze stanowiskami nietypowymi dla torfowiska wysokiego gatunków, jak rosiczka długolistna (Drosera anglica), turzyca bagienna (Carex limosa) i bagnica torfowa (Scheuchzeria palustris). Na stokach kopuły występują dobrze zachowane bory bagienne.
Cenna jest fauna bezkręgowców rezerwatu. Zbiorniki torfowiskowe są miejscem rozrodu chronionych i rzadkich ważek – żagnicy torfowcowej (Aeshna subarctica), zalotki białoczelnej (Leucorrhinia albifrons), straszki syberyjskiej (Sympecma paedisca) i zalotki większej (Leucorrhinia pectoralis). Na uwagę zasługują również chrząszcze wodne, typowe dla wód torfowiskowych – Hydroporus incognitus, Laccophilus poecilus (rzadki w Polsce) i Colymbetes paykulli. Wśród entomofauny lądowej wyróżnia się bardzo rzadki motyl – dostojka eufrozyna (Boloria euphrosyne) i torfowiskowa mrówka Formica candida (syn. Formica picea). Bagno Kusowo jest ważną ostoją żurawia, miejscem gniazdowania słonki i samotnika.
W południowej części torfowisko było dawniej eksploatowane, jednak potorfia są doskonale zregenerowane i zarośnięte płem torfowcowym, a na grzędach między nimi występuje bór bagienny.

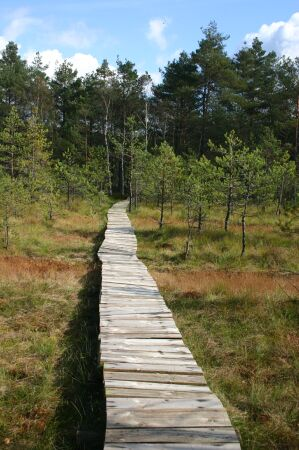
Ścieżka dydaktyczna w rezerwacie Bagno Kusowo – kładka przez zarastające potorfia

Na południowym skraju rezerwatu ścieżka dydaktyczna, poprowadzona przez torfowcowe mszary częściowo po drewnianych kładkach.
Rezerwat położony jest na terenie obszaru chronionego krajobrazu „Jeziora Szczecineckie”, Specjalnego Obszaru Ochrony (SOO) Natura 2000 „Jeziora Szczecineckie” (PLH 320009). Utworzenie rezerwatu i niezbędne działania ochronne są elementami projektu „Ochrona torfowisk bałtyckich na Pomorzu”, realizowanego przez Klub Przyrodników, a finansowanego m.in. przez EkoFundusz oraz unijny program LIFE.
Nadzór: Nadleśnictwo Szczecinek.